# San Antonio Zoo
Koordinaten: 29° 27′ 53″ N, 98° 28′ 19″ W
Der San Antonio Zoo befindet sich in der Stadt San Antonio im US-Bundesstaat Texas. Er ist Mitglied der Association of Zoos and Aquariums (AZA).

## Geschichte
Die Anfänge des Zoos gehen auf das Jahr 1910 zurück, als George Washington Brackenridge, der Regent des University of Texas System einige Tiere öffentlich ausgestellte. 1914 wurden weitere Tiere in den Brackenridge Park, durch den der San Antonio River fließt, hinzugefügt. Einige im Park bereits vorhandene Elemente, beispielsweise Felsformationen, konnten in die Tiergehege direkt integriert werden. 1928 wurde die San Antonio Zoological Society, eine gemeinnützige Organisation, gegründet, die Bautätigkeiten, Wartung und Einkäufe der Tiere überwacht und koordiniert. 1929 wurde der Zoo offiziell eröffnet. 1948 wurde ein Schauaquarium den Anlagen hinzugefügt.

## Tierbestand und Anlagenkonzept
Die Tiere sind nach verschiedenen Sektionen aufgeteilt, die als African Savannah, African Plains, Outpost Amazonia, Big Cat Rift Valley, Cat Grotto, Bear Corner, Cranes of the World, Hixon Bird House, Richard Friedrich Aquarium und Gibbon Forest bezeichnet werden. Durch den Zoo führt eine Zoo-Eisenbahn. Anfang 2021 lebten im Zoo ca. 3500 Tiere in 750 Arten. Nachfolgende Bilder zeigen Beispiele ausgewählter Primatenarten, von denen einige von der Weltnaturschutzorganisation IUCN  als „gefährdet“ oder „stark gefährdet“ gelistet sind:

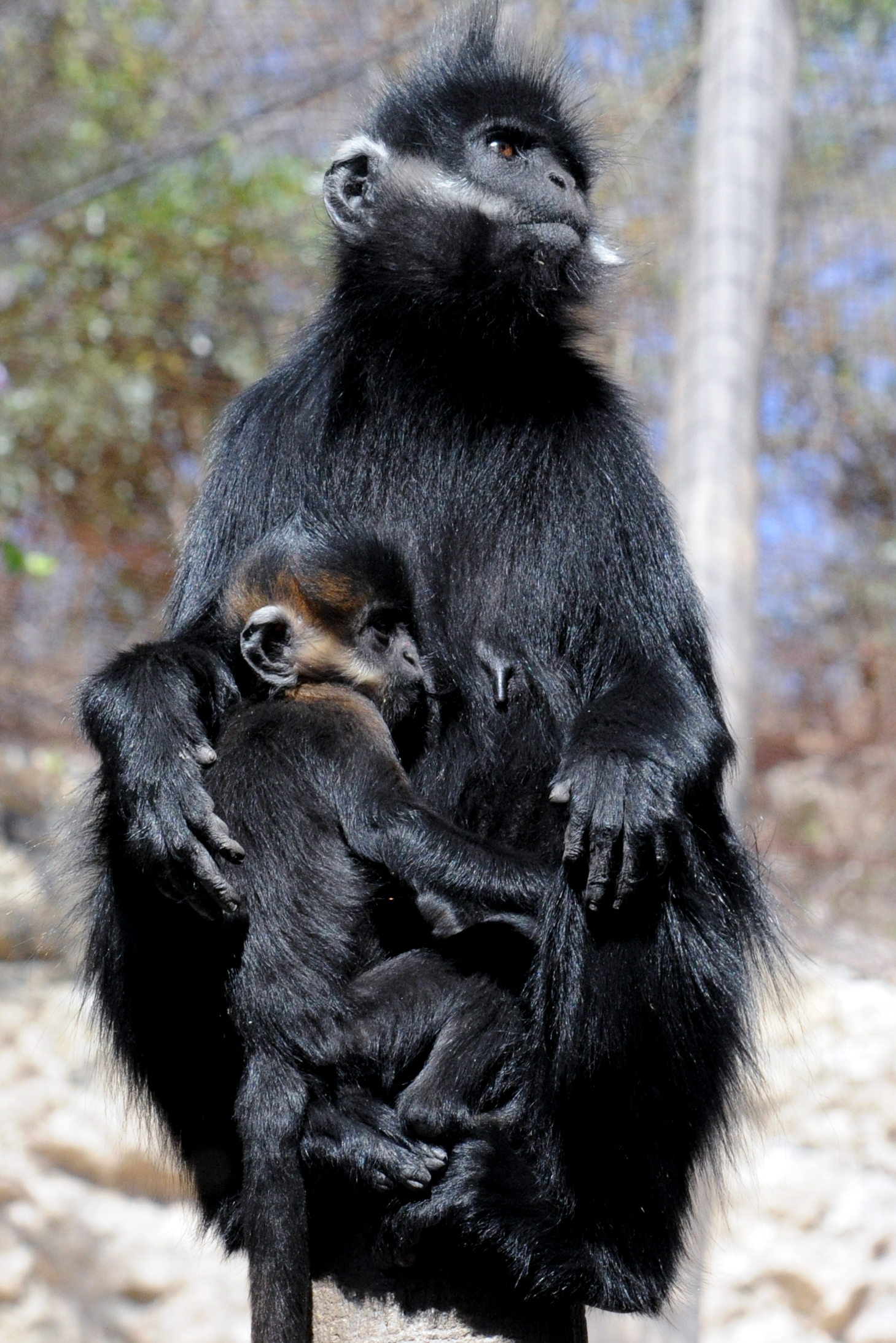
Tonkin-Schwarzlangur (Trachypithecus francoisi)
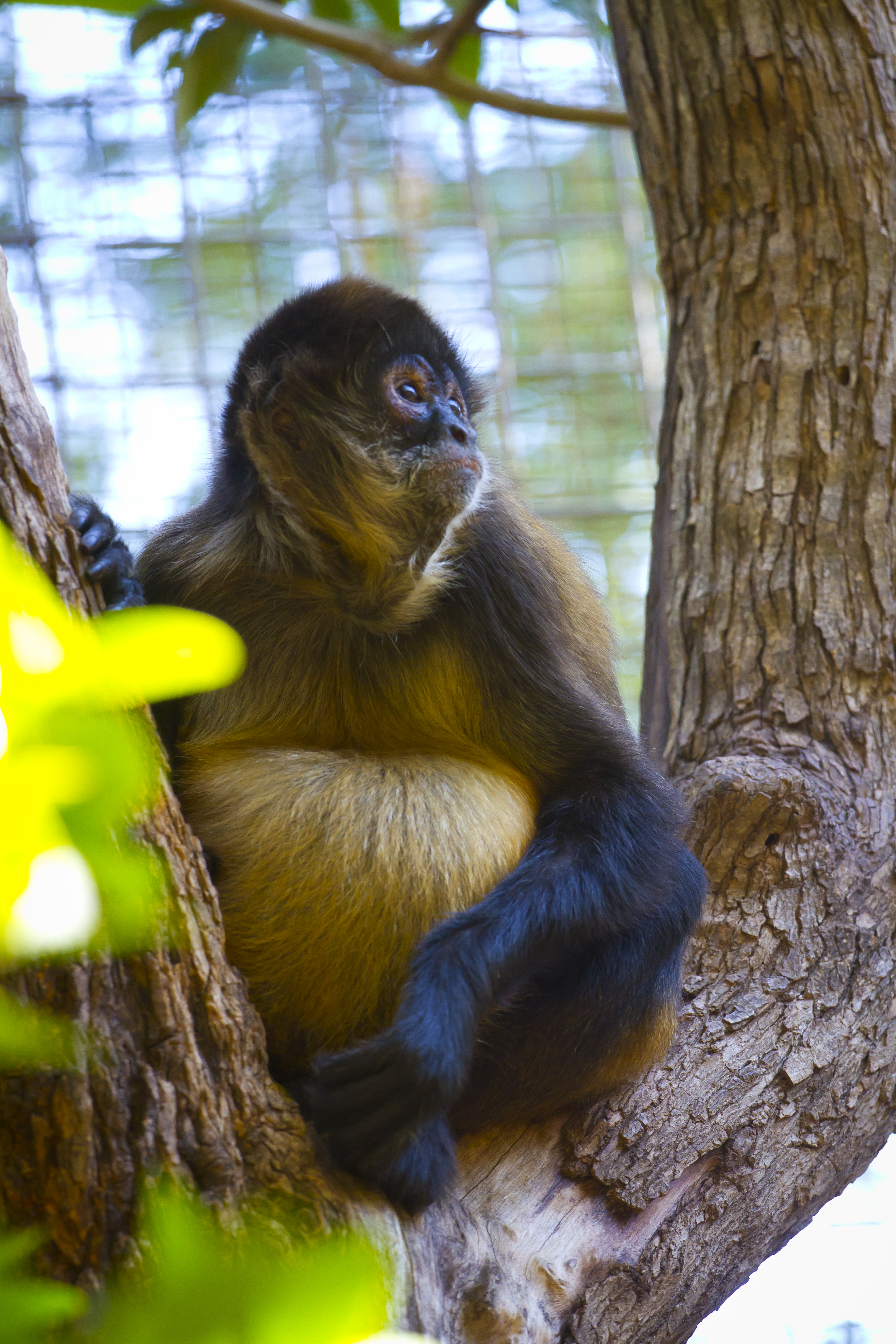
Geoffroy-Klammeraffe (Ateles geoffroyi)
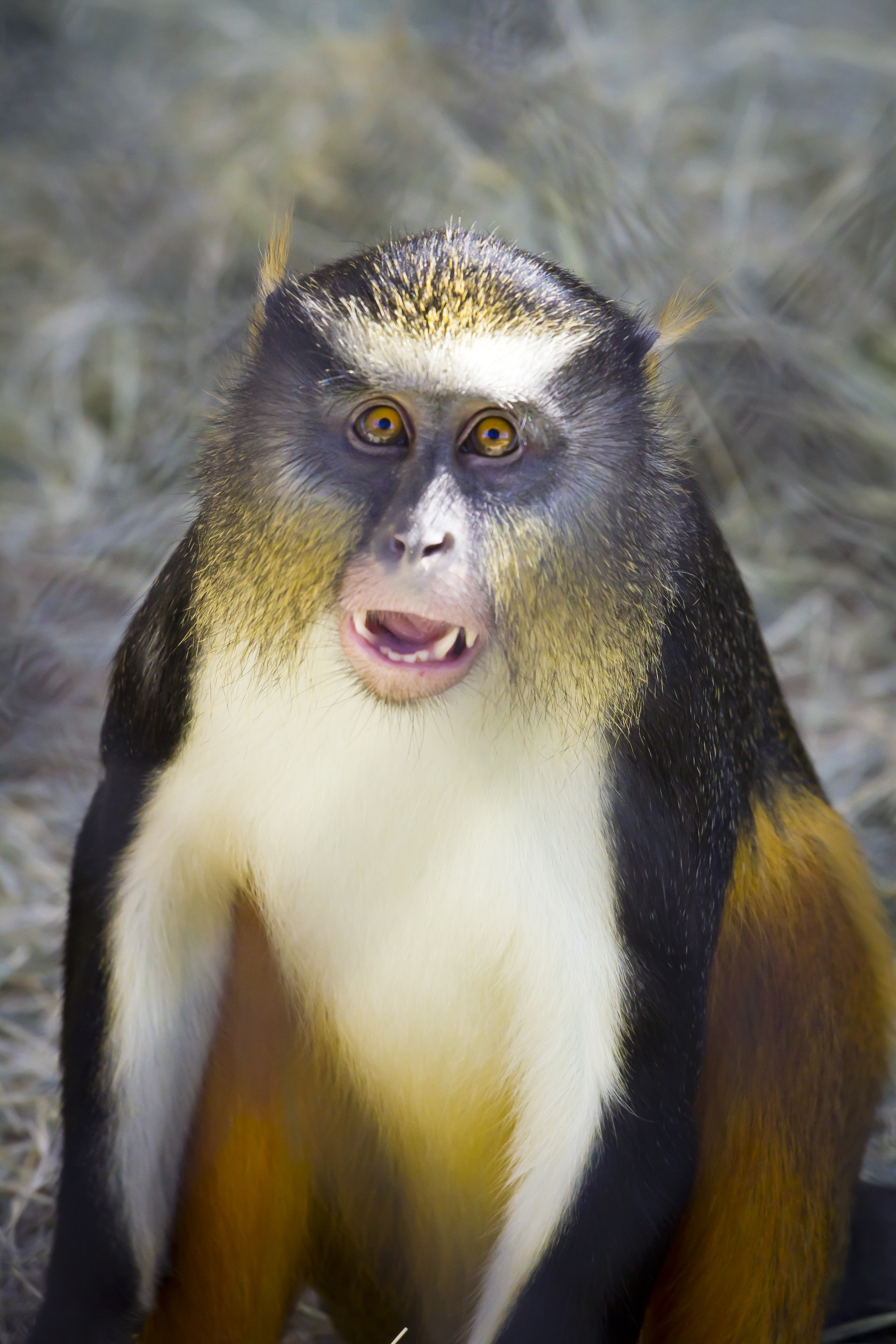
Wolf-Meerkatze (Cercopithecus wolfi)
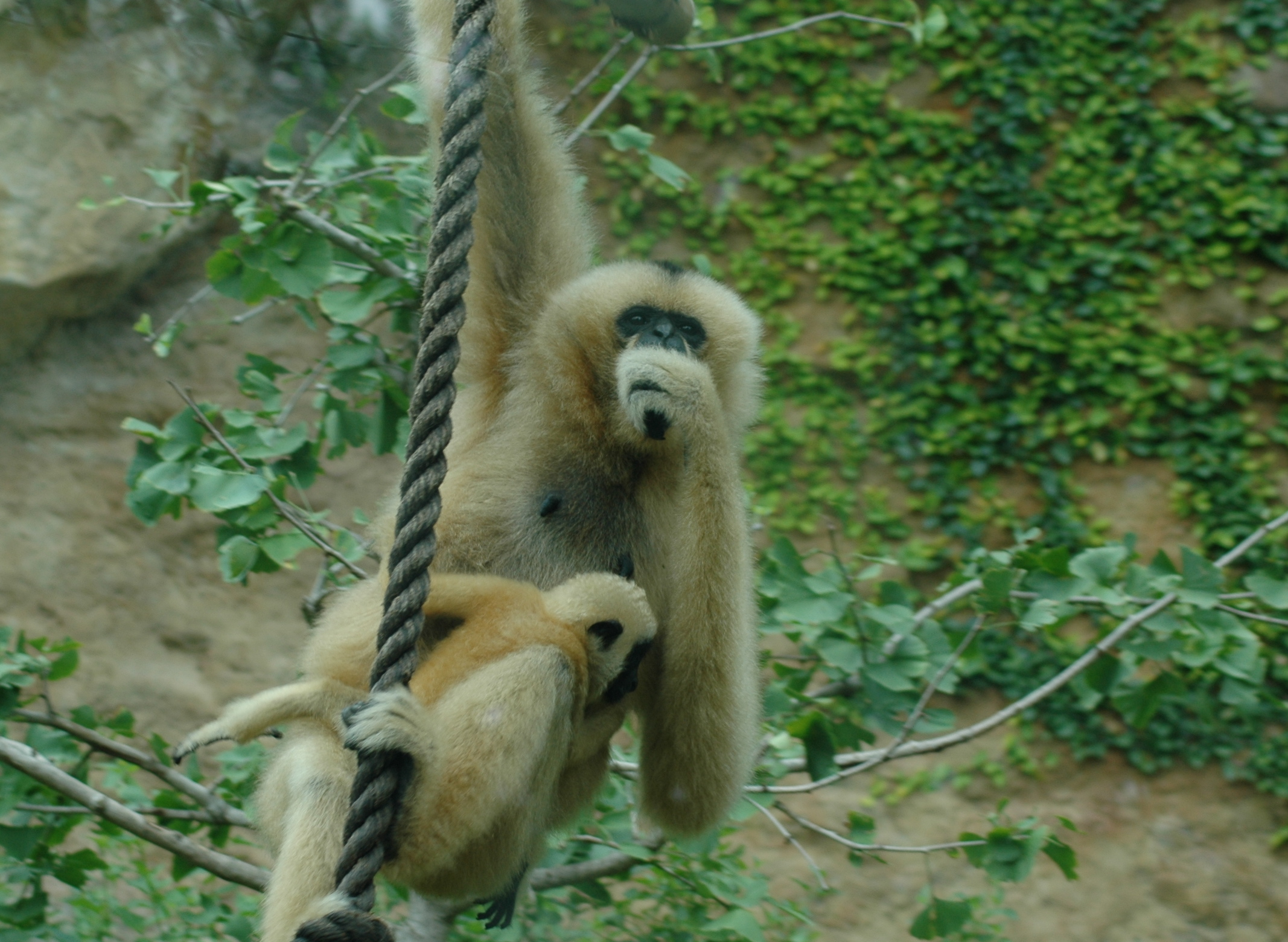
Nördlicher Weißwangen-Schopfgibbon (Nomascus leucogenys)

## Arterhaltungsprogramme
Der San Antonio Zoo beteiligt sich an vielen Arterhaltungsprogrammen weltweit. Einen Schwerpunkt stellen dabei die nachfolgend beschriebenen Projekte im Bundesstaat Texas dar:
- Der zu den Katzenwelsen (Ictaluridae) zählende Prietella phreatophila war lange Zeit nur von wenigen Fundorten in Mexiko bekannt.  Nachdem jedoch auch Exemplare im texanischen Val Verde County entdeckt wurden, begann der San Antonio Zoo mit einigen Individuen ein Zuchtprogramm aufzubauen. Mit der Erforschung bekannter Standorte sowie der Lebensweise der Art, sollen geeignete neue Lebensräume gefunden werden.
- Der bisher freilebend lediglich in einigen Höhlengewässern in San Marcos im Hays County nachgewiesene Texanische Brunnenmolch (Eurycea rathbuni) konnte im San Antonio Zoo in seinem Center for Conservation and Research (CCR) in drei Exemplaren erstmals erfolgreich gezüchtet werden. Weitere Zuchten sind geplant.

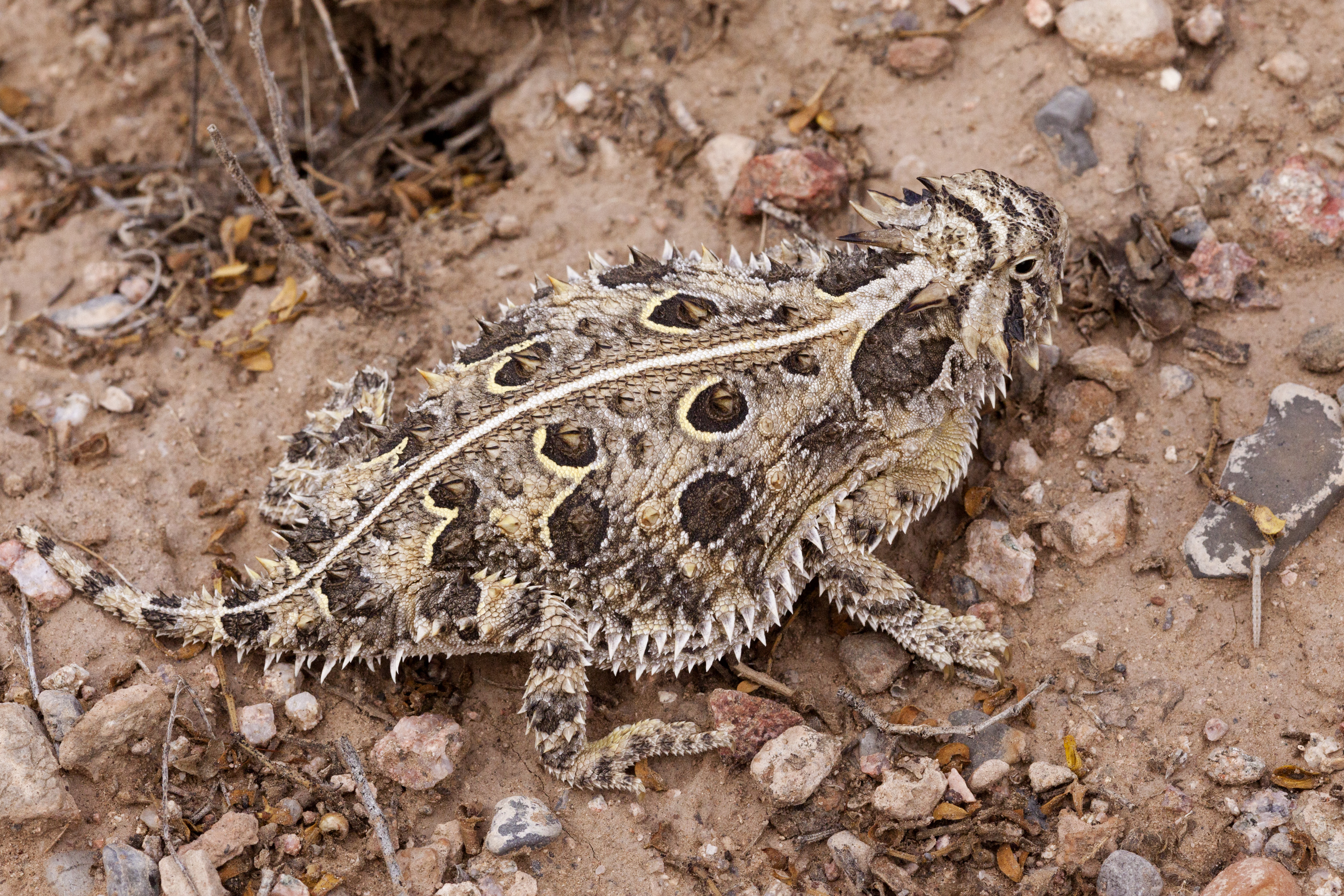
Texas-Krötenechse (Phrrynosoma cornutum) in New Mexico

- Die zu den Krötenechsen (Phrynosoma) zählende Texas-Krötenechse (Phrrynosoma cornutum) ist das staatliche Reptil des Bundesstaates Texas und war ehemals  in zwei Dritteln auf dessen Gebiet zahlreich vorhanden. Seit den späten 1960er Jahren sind die Populationen in vielen Regionen jedoch erheblich zurückgegangen oder völlig verschwunden, wofür mehrere Faktoren eine Rolle spielen, im Besonderen Urbanisierung, Habitatfragmentierung und die Verwendung von Pestiziden. Auch invasive Tier- und Pflanzenarten, beispielsweise die Rote Feuerameise (Solenopsis invicta) oder die Ausbreitung exotischer Gräser beeinflussen die Lebensweise der Krötenechse negativ. In einer Krötenechsen-Zuchtstation (Lizard Lab-Labor) werden Populationen mit dem Ziel aufgebaut, die Art in vielen ihrer ehemaligen Lebensräume wieder auszuwildern.